# Бои за Ясиноватую
Бои за Ясиноватую — серия боёв войны в Донбассе, произошедших в августе — сентябре 2014 года за населённый пункт Ясиноватая. Контроль за Ясиноватой имеет ключевое значение для контроля путей сообщения между Донецком и Горловкой.

## Ход боёв
Во время войны город был взят под контроль сепаратистами Донецкой Народной Республики. 4 августа 2014 года он был занят войсками Украины, однако на следующий день они отступили из города. 17 августа Ясиноватая была вновь занята силами 95-й бригадой ВСУ. При этом на окраинах города бои продолжались, поэтому окончательное установление сепартистами контроля над городом затянулось на несколько дней. 18 августа проходили ожесточённые позиционные бои, во время которых погибли младший сержант полка специального назначения НГУ «Ягуар» Максим Мушта и солдат 95-й бригады Василий Кондратенко.
13-14 сентября бойцы ДНР, с целью выбить украинские войска с позиций, под прикрытием реактивной и ствольной артиллерии начали наступление силами одного танка, трёх БТР и около 300 человек пехоты. Украинские силы отбили попытку прорыва сепаратистов и отбросили противника на несколько километров от города. По словам военного журналиста, представителя Информационно-аналитического центра Совета национальной безопасности и обороны Украины Андрея Лысенко, сепартисты действовали под прикрытием артиллерии и огня из установок «Град». Об этом заявил и сам командир батальона «Восток» Александр Ходаковский в соцсетях, при этом добавив, что снаряды РСЗО не попали ни в одно гражданское лицо.
17 сентября 2014 года журналист «Интера» Роман Бочкала сообщил, что украинские военные потеряли контроль над блокпостом возле Ясиноватой и отступили от города на несколько километров. По словам Бочкалы, сепартисты продолжают наступать и прорывать линию обороны ВСУ. По информации бойцов 93-й механизированной бригады, 17 сентября они потеряли контроль над блокпостом возле Ясиноватой. Украинские военные были вынуждены отойти на несколько километров в результате обстрела «Градами», удара танковой группы и значительного преимущества живой силы противника. По словам украинских бойцов, против них сражались бойцы чеченской национальности.

## Последствия
В марте 2016 года боевые действия рядом с Ясиноватой возобновились в результате боёв за контроль над автотрассой Донецк — Константиновка. 10 марта ВСУ начали наступление и открыли шквальный огонь из артиллерии, танков и САУ по позициям бойцов ДНР районе поста ГАИ и ближе к константиновской трассе. Бой продолжался после полуночи. Ночью районы вокруг города были обстрелян из миномётов, один сильный взрыв произошёл в районе Яковлевки, и ещё несколько — в районе Гвардейки. В результате этих боёв за сутки только в одну из больниц Донецка поступило около двадцати раненых с минно-взрывными, осколочными и пулевыми ранениями, шестерых из них перевели в реанимацию.
На переговорах в Минске представитель «ДНР» Денис Пушилин заявил: «Вся ситуация вокруг ясиноватского блокпоста и Донецкой фильтровальной станции будет подниматься не только в Минске, но и на уровне „нормандской четверки“. Мы сделаем всё возможное, чтобы ситуация с ясиноватским блокпостом была решена путём переговоров. К сожалению, под обстрелами ВСУ оказались не только автобус, но и ряд гражданских автомобилей, что говорит о непосредственной близости украинской стороны и фактическом занятии украинскими военными серой зоны».